# HD 19349
HD 19349，又名BD-06 606，SAO 130284、HR 935，是一颗恒星，视星等为5.27，位于銀經185.87，銀緯-51.62，其B1900.0坐标为赤經3h 1m 36.6s，赤緯-6° -51.62′ 30″。